# Marcetia sincorensis
Marcetia sincorensis är en tvåhjärtbladig växtart som beskrevs av John Julius Wurdack. Marcetia sincorensis ingår i släktet Marcetia och familjen Melastomataceae. Inga underarter finns listade i Catalogue of Life.